# Reincidentes

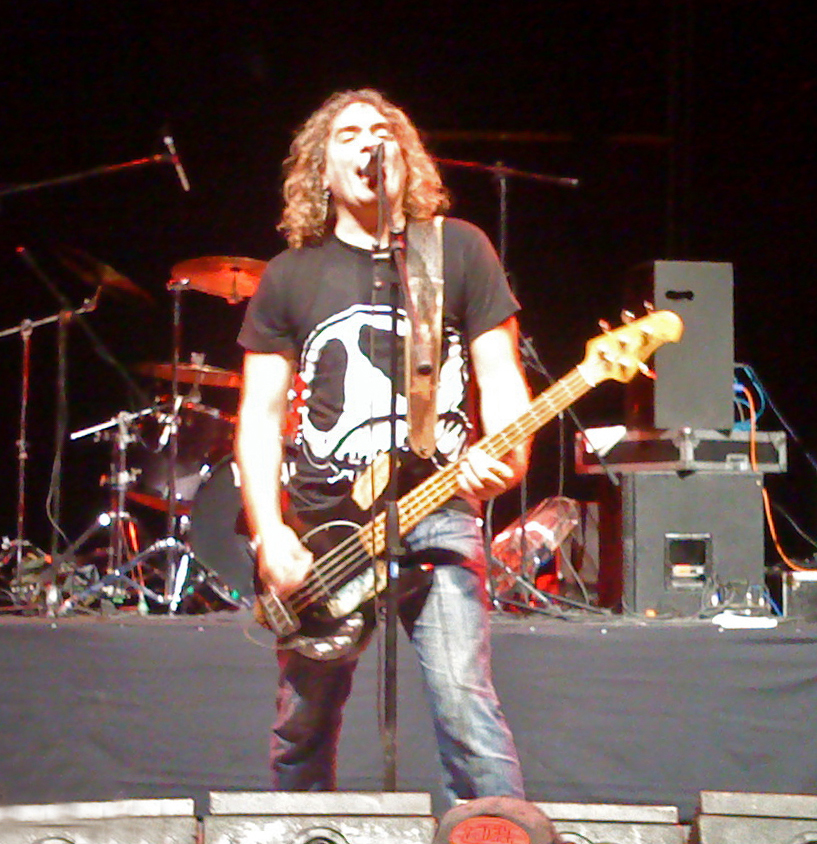
Bandets ledare Fernando Medina på scen i Santiago de Chile år 2011.

Reincidentes är ett spanskt punk/rockband från Sevilla (Andalusien) som varit aktivt sedan 1987. Bandets låttexter är samhällskritiska och rör varierade ämnen som bland annat misshandel, aborträtt, kommunism, andalusisk nationalism, antikapitalism och även Arab-israeliska konflikten. Bandet har även musikaliserat dikter av Miguel Hernández och gjort covers på låtar av León Gieco, Silvio Rodríguez, Víctor Jara och Alí Primera.

## Medlemmar

### Nuvarande
- Manuel J. Pizarro Fernández - Trummor.
- Fernando Madina Pepper - Bas och sång.
- Juan M. Rodríguez Barea - Gitarr och sång.
- Javi Chispes - Gitarr och sång.
- Carlos Domínguez Reinhardt - Ljudtekniker.

### Tidigare medlemmar
- José Luis Nieto "Selu" - Saxofon och bakgrundssång (fram till 1993, avliden 2020)
- Finito de Badajoz "Candy" - Gitarr och sång (1993-2021)

## Diskografi
- Reincidentes. Discos Trilita, 1989, återutgiven av Discos Suicidas.
- Ni un paso atrás. Discos Suicidas, 1991.
- ¿Dónde está Judas? Discos Suicidas, 1992.
- Sol y Rabia. Discos Suicidas, 1993.
- Nunca es tarde... si la dicha es buena. Discos Suicidas, 1994.
- Materia Reservada. Discos Suicidas, 1997.
- ¡Te lo dije!. BMG Ariola/RCA, 1997.
- Los Auténticos. Discos Suicidas, 1998.
- Algazara, BMG Ariola/RCA, 1998.
- ¿Y ahora qué? BMG Ariola/RCA, 2000.
- La otra orilla. La otra orilla, 2001.
- Cosas de este mundo. Locomotive Music, 2002.
- Acústico. Locomotive Music, 2004.
- El comercio del dolor. Locomotive Music, 2005.
- Dementes. Locomotive Music, 2006.
- América: Canciones de ida y vuelta, Realidad Musical, 2008.
- Tiempos de ira, Maldito Records, 2011.
- Aniversario, 2013.
- Awkan Haciendo hablar Al Silencio, 2015.
- Vergüenza, 2017.